# Gare de Bandung

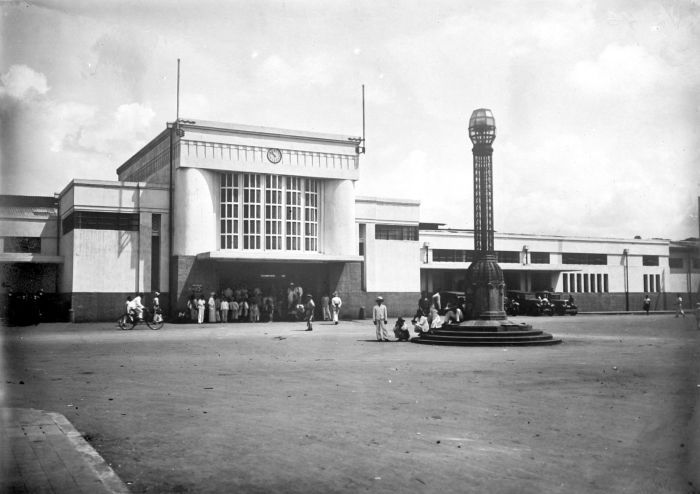
La gare de Bandung vers 1930

La gare de Bandung (en indonésien: Stasiun Kereta Api Bandung) est un complexe ferroviaire du réseau de chemin de fer indonésien situé dans la kota indonésienne de Bandung. Elle est également la plus grande gare de la ville et une des plus importantes du Java occidental, en Indonésie.

### Accueil

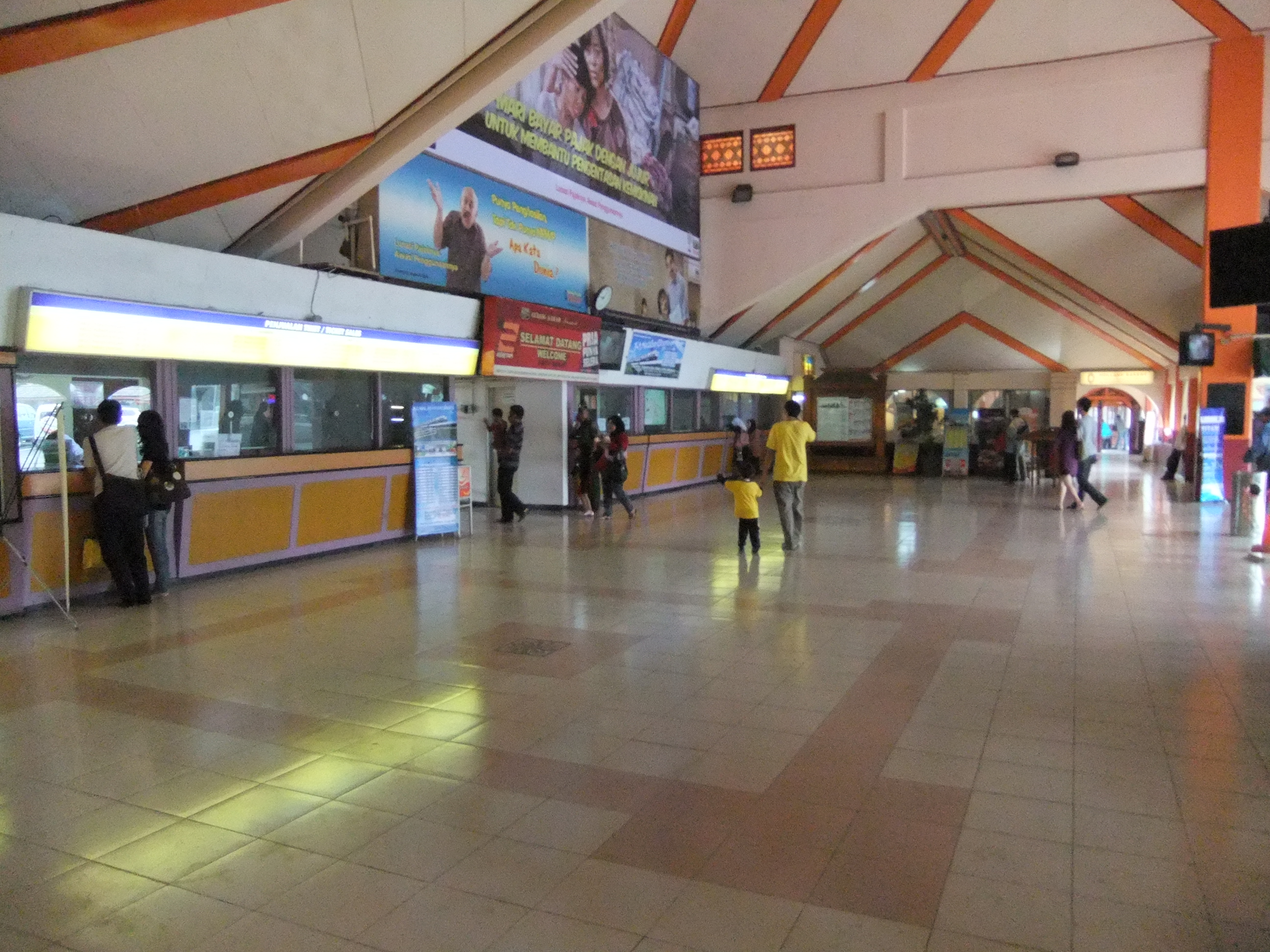
Gare de Bandung : le hall

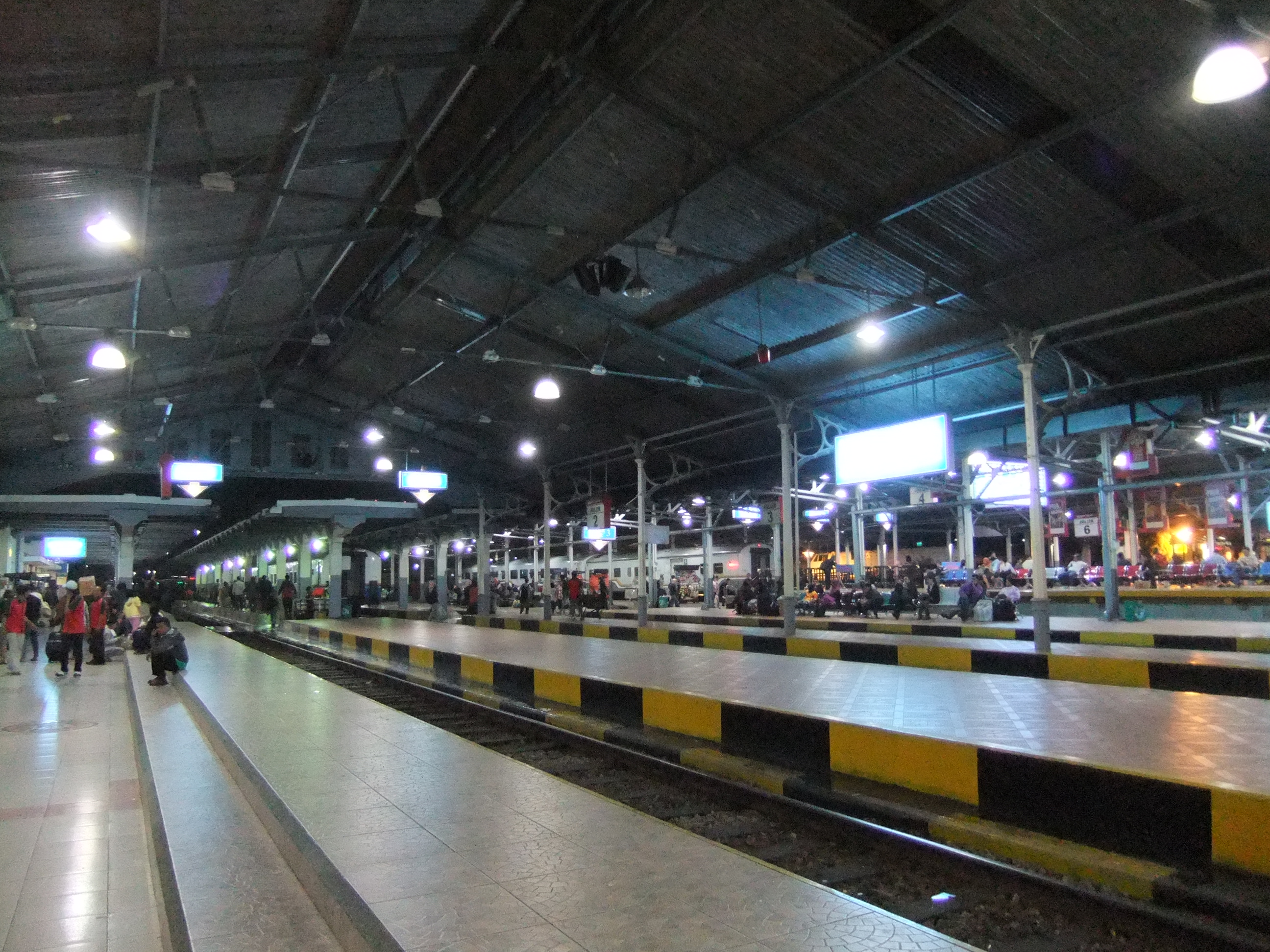
Gare de Bandung : vue des quais

## Situation ferroviaire
Elle est située rue Kebon Kawung en centre-ville, dans l'axe ferroviaire reliant Jakarta, Yogyakarta et Surabaya. L'ancienne station est quant à elle située rue Stasiun Timur, au sud de la ville 

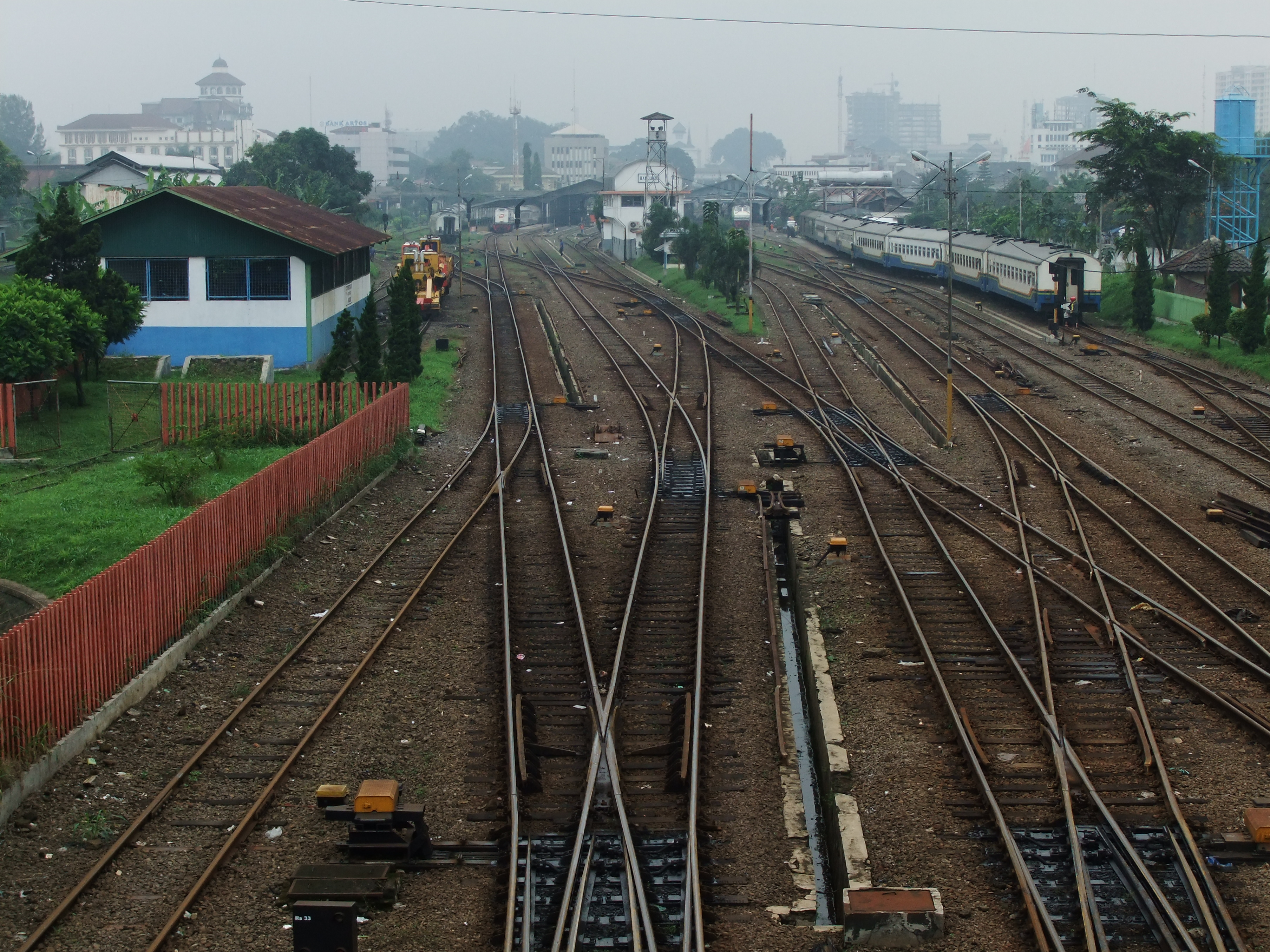
Gare de Bandung : vue sur les voies

## Service des voyageurs

### Desserte
Trains :
- Argo Parahyangan à Gambir
- Argo Wilis à Surabaya (Gare de Gubeng)
- Harina à Surabaya (Gare de Pasar Turi) via Semarang (Gare de Tawang)
- Lodaya à Surakarta (Gare de Balapan
- Malabar à Malang
- Mutiara Selatan à Surabaya (Gare de Gubeng)
- Turangga à Surabaya (Gare de Gubeng)
- Ciremai Ekspres à Cirebon

Réseau express régional :
- Lokal Bandung Raya à Padalarang et Cicalengka
- Lokal Cibatu à Purwakarta et Cibatu

### Intermodalité
Les taxis sont nombreux aux abords de la gare, issus de nombreuses compagnies telles que Blue Bird, Putra, Gemah Ripah, Bandung Metropolitan et Centris.
Les minibus en commun (Angkot) sont encore plus accessibles et desservent toute la ville de Bandung, de même que les Ojek (moto-taxi)